# Lakewood (Kalifornia)
Lakewood város az USA Kalifornia államában, Los Angeles megyében. Lakosainak száma 82 496 fő (2020. április 1.).

## Népesség
A település népességének változása:
| Lakosok száma | 67 126 | 80 048 | 82 496 |
|               | 1960   | 2010   | 2020   |